# Emilio Carlo di Leiningen
Emilio Carlo di Leiningen (in tedesco Emich Carl zu Leiningen) (Dürckheim, 27 settembre 1763 – Amorbach, 4 luglio 1814) è stato un nobile tedesco e il primo marito, nonché padre dei due figli, di Vittoria di Sassonia-Coburgo-Saalfeld, madre della regina Vittoria del Regno Unito.

## Biografia

### Infanzia e ascesa

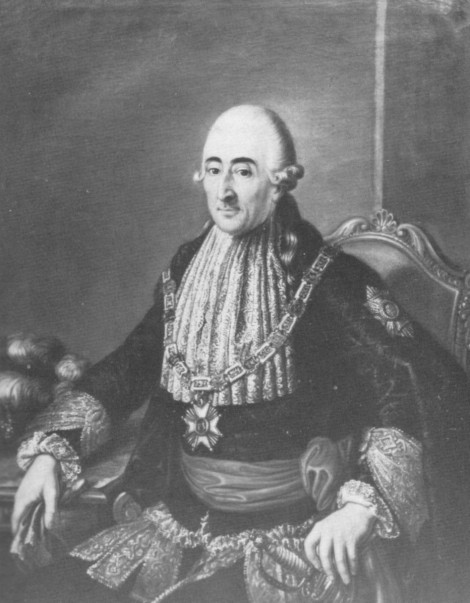
Carlo Federico Guglielmo, principe di Leiningen-Dagsburg-Hartenburg

Egli era il quarto figlio, ma unico maschio, di Carlo Federico Guglielmo, conte di Leiningen-Dagsburg-Hartenburg, e della moglie, contessa Cristiana Guglielmina Luisa di Solms-Rödelheim e Assenheim. 
Il 3 luglio 1779 suo padre venne creato Principe del Sacro Romano Impero, così Emilio Carlo divenne Principe Ereditario di Leiningen. Il 9 gennaio 1807 egli succedette al padre come secondo Principe di Leiningen.

### Primo matrimonio
Emilio Carlo si sposò in prime nozze, il 4 luglio 1787, con Enrichetta, figlia minore di Enrico XXIV, Conte di Reuss-Ebersdorf e della contessa Carolina Ernestina di Erbach-Schönberg. Ebbero un figlio.

### Secondo matrimonio

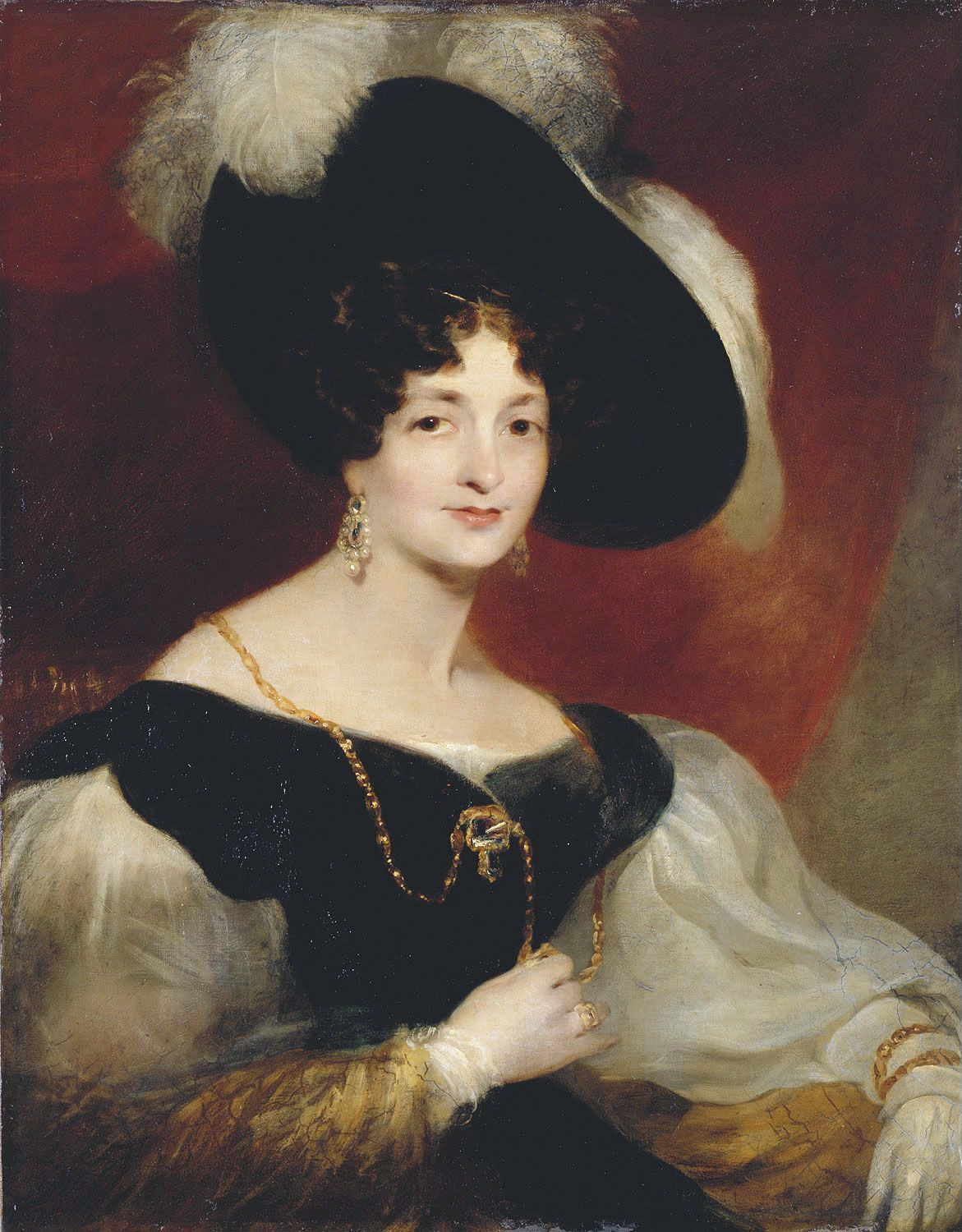
Ritratto di Vittoria di Sassonia-Coburgo-Saalfeld di Richard Rothwell, 1832

Enrichetta morì il 3 settembre 1801 ed Emilio Carlo si sposò una seconda volta, il 21 dicembre 1803, con Maria Luisa Vittoria, quarta figlia del duca Francesco Federico di Sassonia-Coburgo-Saalfeld e della moglie contessa Augusta di Reuss-Ebersdorf. Vittoria diede ad Emilio Carlo altri due figli.

### Morte
Emilio Carlo morì ad Amorbach il 4 luglio 1814 e venne succeduto dal suo secondogenito (l'unico maschio che gli sopravvisse).
La sua vedova, Vittoria, si sposò una seconda volta con Edoardo Augusto, duca di Kent e Strathearn, quarto figlio di re Giorgio III del Regno Unito e della regina Carlotta; da questo ebbe una figlia, la principessa Vittoria del Kent, che sarebbe divenuta Regina del Regno Unito.

## Discendenza
Emilio Carlo e Enrichetta di Reuss-Ebersdorf, sua prima moglie, ebbero un figlio:
- Federico Carlo Enrico Ludovico (1º marzo 1793 – 22 febbraio 1800).

Dal secondo matrimonio tra il Principe e Vittoria di Sassonia-Coburgo-Saalfeld nacquero due figli:
- Carlo Federico Guglielmo Emico (12 settembre 1804 – 13 novembre 1856), che succedette al padre come terzo principe di Leiningen;
- Anna Feodora Augusta Carlotta Guglielmina (7 dicembre 1807 – 23 aprile 1872), che sposò Ernesto I di Hohenlohe-Langenburg; ebbe discendenza.

## Ascendenza
|                                                            |                                                                |                                                       | Genitori                                                 |  |  | Nonni                                                   |  |  | Bisnonni                                                     |  |
|                                                            |                                                                |                                                       |                                                          |  |  | Federico Magnus, Conte di Leiningen-Dagsburg-Hartenburg |  |  | Giovanni Federico, Conte di Leiningen-Dagsburg in Hartenburg |  |
|                                                            |                                                                |                                                       |                                                          |  |  | Federico Magnus, Conte di Leiningen-Dagsburg-Hartenburg |  |  | Giovanni Federico, Conte di Leiningen-Dagsburg in Hartenburg |  |
|                                                            |                                                                | Margravina Caterina di Baden-Durlach                  |                                                          |  |  | Federico Magnus, Conte di Leiningen-Dagsburg-Hartenburg |  |  |                                                              |  |
| Carlo Federico Guglielmo, I Principe di Leiningen          |                                                                |                                                       |                                                          |  |  | Federico Magnus, Conte di Leiningen-Dagsburg-Hartenburg |  |  |                                                              |  |
|                                                            |                                                                | Contessa Anna Cristina Eleonora di Wurmbrand-Stuppach | Giovanni Giuseppe Guglielmo, Conte di Wumrbrand-Stuppach |  |  |                                                         |  |  |                                                              |  |
|                                                            |                                                                | Contessa Anna Cristina Eleonora di Wurmbrand-Stuppach | Giovanni Giuseppe Guglielmo, Conte di Wumrbrand-Stuppach |  |  |                                                         |  |  |                                                              |  |
|                                                            |                                                                | Contessa Anna Cristina Eleonora di Wurmbrand-Stuppach | Baronessa Susanna Giuseppa di Prösing-Stein              |  |  |                                                         |  |  |                                                              |  |
| Emilio Carlo di Leiningen                                  |                                                                | Contessa Anna Cristina Eleonora di Wurmbrand-Stuppach |                                                          |  |  |                                                         |  |  |                                                              |  |
|                                                            | Guglielmo Carlo Ludovico, Conte di Solms-Rödelheim e Assenheim | Ludovico Enrico, Conte di Solms-Rödelheim e Assenheim |                                                          |  |  |                                                         |  |  |                                                              |  |
|                                                            | Guglielmo Carlo Ludovico, Conte di Solms-Rödelheim e Assenheim | Ludovico Enrico, Conte di Solms-Rödelheim e Assenheim |                                                          |  |  |                                                         |  |  |                                                              |  |
|                                                            | Guglielmo Carlo Ludovico, Conte di Solms-Rödelheim e Assenheim | Contessa Guglielmina Cristiana di Limpurg             |                                                          |  |  |                                                         |  |  |                                                              |  |
| Cristiana Guglielmina Luisa di Solms-Rödelheim e Assenheim | Guglielmo Carlo Ludovico, Conte di Solms-Rödelheim e Assenheim |                                                       |                                                          |  |  |                                                         |  |  |                                                              |  |
|                                                            |                                                                | Contessa Maria Margherita di Wurmbrand-Stuppach       | Giovanni Giuseppe Guglielmo, Conte di Wumrbrand-Stuppach |  |  |                                                         |  |  |                                                              |  |
|                                                            |                                                                | Contessa Maria Margherita di Wurmbrand-Stuppach       | Giovanni Giuseppe Guglielmo, Conte di Wumrbrand-Stuppach |  |  |                                                         |  |  |                                                              |  |
|                                                            |                                                                | Contessa Maria Margherita di Wurmbrand-Stuppach       | Contessa Giuliana Dorotea di Limpurg-Gaildorf            |  |  |                                                         |  |  |                                                              |  |
|                                                            |                                                                | Contessa Maria Margherita di Wurmbrand-Stuppach       |                                                          |  |  |                                                         |  |  |                                                              |  |